# Arki
Arki (griechisch Αρκοί [arˈkʲi], auch Arkii, griechisch Αρκιοί (m. pl.)) ist eine kleine griechische Dodekanes-Insel und zugleich Hauptinsel der gleichnamigen Inselgruppe, die von der Gemeinde Patmos innerhalb der Region Südliche Ägäis (Περιφέρεια Νότιου Αιγαίου) verwaltet wird.

## Lage
Die nur 114 m hohe Insel liegt in der östlichen Ägäis und hat eine Fläche von 6,697 km². Lipsi liegt etwa 5 km südlich, Patmos etwa 16 km westlich, Samos 27 km nördlich und das türkische Festland 38 km östlich. Die Küstenlinie ist stark zerklüftet, auf der Westseite befindet sich der kleine Fischer- und Yachthafen Avgusta (Αυγούστα) etwas südlich liegt die Doppelbucht Steno (Στενό) und Glipapas (Γλίπαπας). Die kleinen Felseninseln Tiganakia (Τηγανάκια ‚Pfännchen‘) sind im Süden vorgelagert. Südwestlich liegt ebenfalls eine Gruppe kleinerer Inseln, von denen Marathos in etwa 600 m Entfernung die einzige bewohnte ist. Zwischen den Inseln beträgt die Meerestiefe nicht mehr als 60 m.

### Die einzelnen Inseln
| Name                   | griechischer Name               | Fläche km² | Lage                         |
| ---------------------- | ------------------------------- | ---------- | ---------------------------- |
| Arki                   | Αρκοί (m. pl.)                  | 06,697     | 37° 23′ 1″ N, 26° 44′ 6″ O   |
| Agreloussa             | Αγρελούσσα (f. sg.)             | 01,326     | 37° 21′ 48″ N, 26° 42′ 21″ O |
| Strongyli              | Στρογγύλη (f. sg.)              | 00,207     | 37° 22′ 21″ N, 26° 42′ 59″ O |
| Marathos               | Μάραθος (f. sg.)                | 00,355     | 37° 22′ 4″ N, 26° 43′ 31″ O  |
| Spalathronisi          | Σπαλαθρονήσι (n. sg.)           |            | 37° 21′ 50″ N, 26° 43′ 55″ O |
| Smineronisi (Morene)   | Σμηνερονήσι (n. sg.)            | 00,021     | 37° 21′ 28″ N, 26° 44′ 32″ O |
| Avaptistos (Avaptisto) | Αβάπτιστος (f. sg.) (Αβάπτιστο) | 00,042     | 37° 21′ 56″ N, 26° 44′ 53″ O |
| Tsouka                 | Τσούκα (f. sg.)                 | 00,028     | 37° 21′ 32″ N, 26° 44′ 57″ O |
| Tsoukaki               | Τσουκάκι (n. sg.)               | 00,008     | 37° 21′ 36″ N, 26° 44′ 49″ O |
| Makronisi              | Μακρονήσι (n. sg.)              | 00,261     | 37° 21′ 40″ N, 26° 45′ 12″ O |
| Kalovolos              | Καλόβολος (f. sg.)              | 00,307     | 37° 21′ 19″ N, 26° 45′ 57″ O |
| Psathonisi             | Ψαθονήσι (n. sg.)               | 00,052     | 37° 21′ 3″ N, 26° 45′ 24″ O  |
| Komaros                | Κόμαρος (m. sg.)                | 00,1       | 37° 24′ 18″ N, 26° 43′ 28″ O |

Quelle: Inselangaben aus, außer Arki und Spalathronisi

## Geschichte
Jungsteinzeitliche Keramik wurde in Tiganaki im Süden gefunden. Die ersten Einwohner waren Karer gefolgt von Dorern. Später nutzten Ionier aus Milet die Insel als Halt zwischen Samos und Kos. Aus dieser Zeit stammt der Vorgängerbau eines kleinen befestigten Kastro. In der Folgezeit wurde diese Anlage vermutlich zweimal erweitert. Der Nordwestturm stammt aus dem 4. Jahrhundert v. Chr. Nach seiner Gefangennahme auf Farmakonisi ließ Julius Cäsar die Burg zerstören. In frühbyzantinischer Zeit wurde das Kastro wieder aufgebaut.
Zusammen mit mehreren kleinen Inseln gelangte Arki im Mai 1087 durch eine Schenkung des byzantinischen Kaisers Alexios I. Komnenos in den Besitz des Mönchs Christodoulos und somit später in Besitz des Klosters von Patmos. In den folgenden Jahrhunderten diente die Insel dem Kloster als Weideland.

### Arki heute
Griechische Behörden gaben 2011 für Arki eine Bevölkerungszahl von 44 Bewohnern an. Die überwiegende Mehrheit lebt um den Fischer- und Yachthafen der Insel.
Neben den Einkünften aus der Ziegen- und Schafhaltung bildet die Fischerei das Haupteinkommen. Zusätzliche Einkünfte im Sommer bestehen durch Privatunterkünfte für Individualtouristen sowie den Betrieb der drei Tavernen, die auch von Ausflugsgästen aus Lipsi und Patmos besucht werden. Ein Periptero sowie ein Mini-Markt bieten ein sehr kleines Warenangebot. Obwohl eine bereits in den späten 1980er Jahren installierte 25-kW-Photovoltaikanlage funktionsfähig ist, erfolgt die Stromversorgung zurzeit mit Dieselgeneratoren. Das Trinkwasser kommt mit dem Tankschiff aus Rhodos.
Auf Arki gibt es weder Arzt noch Priester, aber eine kleine Schule mit zwei Schulkindern 2007 und vier 2009. Jedoch verlassen Lehrer Arki immer wieder vorzeitig, wie auch andere kleine Inseln, was zur Folge einen wochen-, manchmal monatelangen Unterrichtsausfall bedeutet.
| Jahr      | 1947 | 1951 | 1961 | 1971 | 1981 | 1991 | 2001 | 2011 |
| --------- | ---- | ---- | ---- | ---- | ---- | ---- | ---- | ---- |
| Einwohner | 93   | 92   | 97   | 46   | 68   | 50   | 54   | 44   |

## Verkehr
Arki verfügt über einen Fährhafen, etwa 600 m außerhalb der einzigen Siedlung, sowie über einen Fischer- und Yachthafen. Etwa 2,5 km des ohnehin kleinen Wegenetzes sind asphaltiert.
Im Sommer ist Arki mit der Fähre über Samos oder Kos mehrmals wöchentlich erreichbar. Zudem wird die Insel zweimal wöchentlich von einem Versorgungsschiff aus Patmos angefahren sowie unregelmäßig von Ausflugsschiffen von den Nachbarinseln Lipsi und Patmos.

## Natur

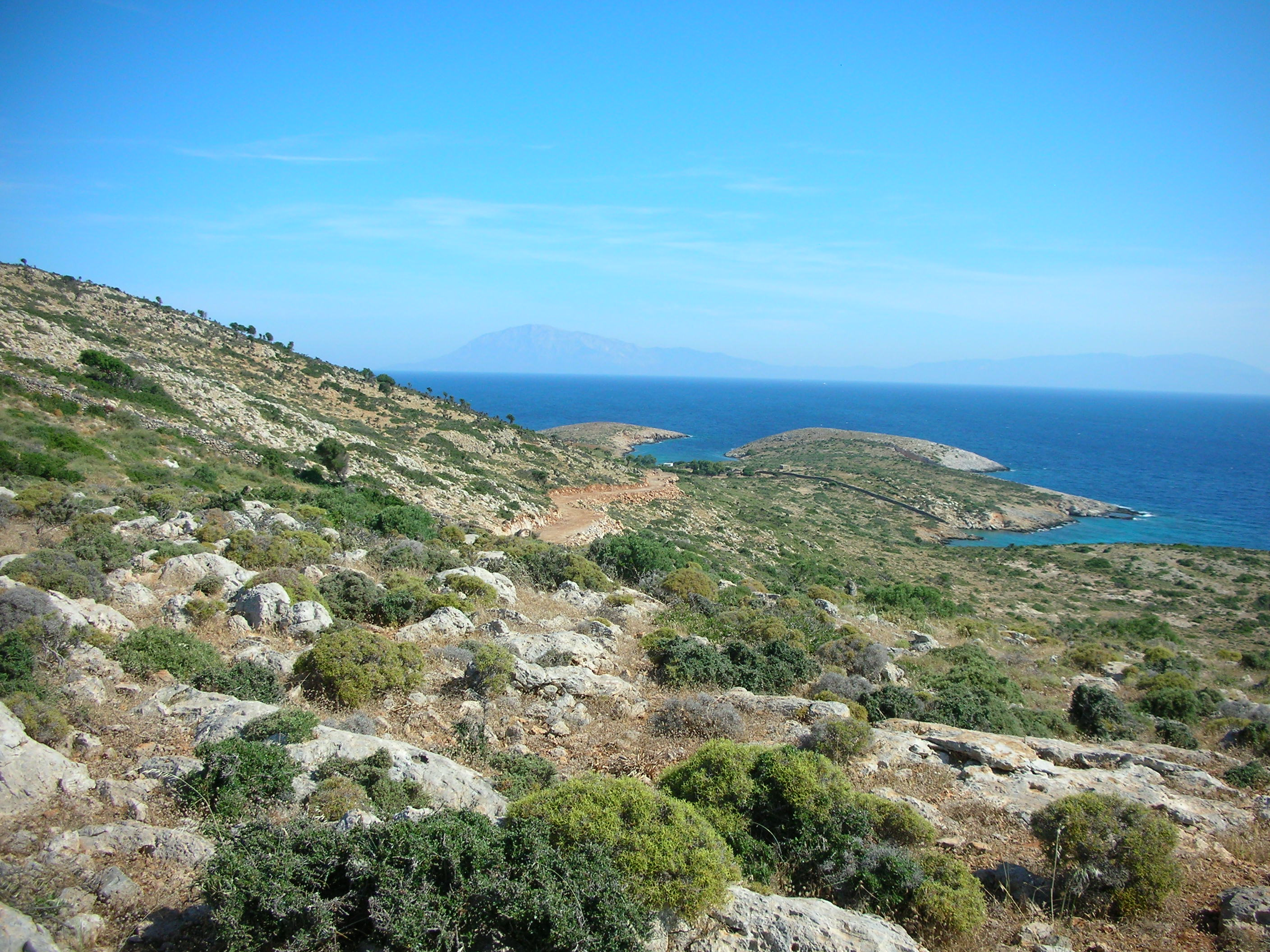
Der Nordosten von Arki

Die Insel besteht aus Kalkgestein aus dem Oligozän. Die Vegetation von Arki und den umliegenden Kleininseln ist von Trockenheit und Beweidung geprägt und liegt in der thermomediterranen Höhenzone. Nach der traditionellen Bewirtschaftung sind die Grundstücke zweigeteilt und werden im ein- bis zweijährigen Wechsel beweidet.
Phrygana-Bestände mit Dorn-Bibernelle (Sarcopoterium spinosum), Kopf-Thymian (Coridothymus capitatus), Dornbusch-Wolfsmilch (Euphorbia acanthothamnos), Kleinblütiger Zistrose (Cistus parviflorus), Daphne gnidioides und Kopf-Gamander (Teucrium capitatum) zusammen mit einzeln stehenden buschförmigen Mastixsträuchern (Pistacia lentiscus) und wilden Olivenbäumen bestimmen weithin das Landschaftsbild. Nur an wenigen Stellen schließen sich die beiden letztgenannten Sträucher und der Johannisbrotbaum (Ceratonia siliqua) zu dichterer Macchie zusammen.

### Flora
Auf Arki und den umliegenden Inseln wurden bisher 340 Arten von Farn- und Samenpflanzen gefunden, auf der Hauptinsel alleine 259. Diese relativ geringen Zahlen erklären sich mit der geringen Größe der Insel und der begrenzten Biotopvielfalt. Bemerkenswerte Arten sind Aristolochia parvifolia, Dioscorides-Aronstab (Arum dioscoridis), Campanula lyrata subsp. lyrata, Galium brevifolium subsp. insulare, Garidella nigellastrum, Großfrüchtige Traubenhyazinthe (Muscari macrocarpum) und Romulea tempskyana.
Auf den Kleininseln hat die Zusammensetzung der Flora eine größere Zufallskomponente wie auf größeren Landmassen. Dies schafft für konkurrenzschwache Kleininselspezialisten Lebensmöglichkeiten. Solche Arten auf den Kleininseln um Arki sind Arenaria aegaea, Allium commutatum und die Baum-Strauchpappel (Lavatera arborea).

### Fauna
Da Eleonorenfalken die Inseln jährlich als Brutgebiet aufsuchen zählt die Griechische Vogelschutzorganisation (Ελληνική Ορνιθολογική Εταιρεία), Partner von BirdLife International, Arki mit den umliegenden Inseln zu den zehn wichtigsten Vogelschutzgebieten Griechenlands. Weitere geschützte Vögel die die Inseln zum Brüten aufsuchen sind Korallenmöwe und Mittelmeer-Sturmtaucher, ganzjährig leben Adlerbussard und Krähenscharbe auf den Inseln.
Im Vergleich zum nahe gelegenen kleinasiatischen Festland ist die Reptiliengemeinschaft stark verarmt und wird als Ergebnis eines anhaltenden Aussterbeprozesses angesehen. Von Arki und den umliegenden Inseln sind nur die beiden Geckoarten Ägäischer Nacktfinger (Mediodactylus kotschyi) und Europäischer Halbfinger (Hemidactylus turcicus turcicus) bekannt. Es gibt eine Umkehrbeziehung der Häufigkeit der beiden Arten. Auf Inseln, auf denen Mediodactylus kotschyi häufig ist, ist Hemidactylus turcicus turcicus sehr selten und umgekehrt. Auf der kleinen Insel Tsouka existiert eine Population der Johannisechse (Ablepharus kitaibelii).

### Naturschutz
Wegen der Besonderheiten von Flora und Fauna wurde Arki zusammen mit den Inseln Lipsi und Agathonisi sowie dem angrenzenden Meeresgebiet ins Natura-2000-Netz der Europäischen Union als GR 4210010 Arkoi, Leipsoi, Agathonisi kai Vrachonisides (Αρκοί-Λειψοί-Αγαθονήσι & Βραχονησίδες) integriert und Teile davon zugleich als Europäisches Vogelschutzgebiet GR 4210017 Nordwest Arki & Inseln (Βορειοδυτικό τμήμα Αρκιών & Νησίδες) bzw. als IBA („Important Bird Area“)-Gebiet GR 160 Islets of North Dodekanisa (Νησίδες και βραχονησίδες Βορείων Δωδεκανήσων) eingestuft.

### PARC Projekt
In der Ägäis existieren einige der bedeutendsten Seegraswiesenbestände (Posidonia oceanica) im Mittelmeer. Da die Erhaltung dieses seltenen Lebensraumes von hohem ökologischem Wert ist und bis heute keine effiziente Methode der Bestandsüberwachung zur Verfügung steht, wurde das PARC (Park Advanced Remote Cognition) Service Project (Υπηρεσία PARC Αρχιπέλαγος) begonnen. Ziel ist eine effiziente Methode für die Überwachung der Seegraswiesen im großen Maßstab für den gesamten Mittelmeerraum. Arki wurde für die Pilotphase der Überwachung als Untersuchungsgebiet ausgewählt, die anhand von Satellitenbildern der Europäischen Weltraumorganisation esa und einer Web GIS Anwendung erfolgt.